# Une porte sur l'été
Cet article concerne le roman. Pour le film, voir Une porte sur l'été (film).
Une porte sur l'été (titre original : The Door into Summer) est un roman de science-fiction de Robert A. Heinlein, publié aux États-Unis en 1956 et en France en 1958.

## Résumé
Le chat Petronius le Sage, lorsqu'il fait mauvais temps, a l'habitude de demander à son maître de lui ouvrir successivement toutes les portes de la maison. Il passe alors d'une pièce à l’autre, prenant un air de plus en plus dégoûté, persuadé qu'à la fin son maître finira par lui ouvrir une porte donnant sur le beau temps.
Lorsque le maître de Petronius, Daniel Boone Davis, perd le contrôle de son entreprise de fabrication de robots à cause d'une trahison de Belle, sa fiancée, aidée par Miles, son partenaire et ex-meilleur ami, il se met lui aussi à la recherche de « la porte sur l'été » et pense la trouver grâce à une nouvelle technologie, le « Long Sommeil », qui permet de demeurer en hibernation durant plusieurs années. Mais Belle et Miles le trahissent à nouveau et il se réveille 30 ans plus tard, en 2001, ruiné et seul, ayant même laissé derrière lui le chat Petronius et Ricky, la belle-fille de Miles à laquelle il vouait une grande affection. Il découvre pourtant qu'il semble y avoir un autre Daniel Boone Davis qui semble avoir fait échouer les plans de Belle et Miles et lorsqu'il apprend qu'il existe une machine à voyager dans le temps expérimentale, il comprend ce qu'il doit faire pour régler ses comptes. Il convainc l'inventeur de tester la machine sur lui et revenu en 1970, il sabote les efforts de Miles et Belle en mettant à l'abri ses inventions et ses brevets dans une nouvelle société qu'il met sous le contrôle de Ricky. Il reprend ensuite le « Long Sommeil » avec Petronius et à son réveil en 2001, il trouve son entreprise florissante et une Ricky adulte qu'il épouse.

## Distinction
Ce roman est cité dans La Bibliothèque idéale de la SF, Albin Michel (1988).

## Adaptation
- Une porte sur l'été, film japonais de Takahiro Miki (2021).